# جون دريسكول
جون دريسكول (بالإنجليزية: Jon Driscoll)‏ هو مصمم إضاءة بريطاني، ولد في 25 يونيو 1974 في يرموث الكبرى ‏ في المملكة المتحدة.

## وصلات خارجية
- جون دريسكول على موقع قاعدة بيانات برودواي على الإنترنت (الإنجليزية)